# جزیره کوسووا
جزیره کوسووا (انگلیسی: Kusova) یک جزیره در سرزمین خاباروفسک کشور روسیه است.